# 帕维尔·希林
帕维尔·希林男爵（1786年4月5日—1837年7月25日）是一位波罗的海德意志裔俄国军官和外交官，曾任俄国住慕尼黑大使，参加过第六次反法同盟战争。